# Michelle Wie
Michelle Sung Wie (korejsky 위성미, Wi Seong-mi, * 11. října 1989 Honolulu) je americká golfistka, narozená na Havaji korejským rodičům. Je známá pod přezdívkou „Big Wiesy“.
V deseti letech poprvé startovala na turnaji, pořádaném United States Golf Association a ve třinácti se stala historicky nejmladší vítězkou seniorského turnaje. Již před šestnáctými narozeninami začala hrát profesionálně. V roce 2004 získala Laureus World Sports Awards pro nováčka roku. Vyhrála pět turnajů LPGA, největším úspěchem její kariéry je vítězství na US Women's Open 2014. V roce 2005 se také zúčastnila mužského turnaje John Deere Claasic. Byla členkou vítězného amerického týmu na Solheim Cupu 2009, 2015 a 2017. Jejím nejlepším umístěním na Women's World Golf Rankings byla šestá příčka v roce 2014. Pověst zázračného dítěte nenaplnila vinou častých zranění a v červnu 2019 oznámila, že ze zdravotních důvodů přerušuje hráčskou kariéru.
Je absolventkou Stanfordovy univerzity. Hrála menší roli v seriálu Hawaii 5-0, vystupovala také v reklamách automobilky KIA.